# 陸繕
陸 繕（りく ぜん、天監17年（518年）- 太建12年4月8日（580年5月7日））は、南朝梁から陳にかけての官僚・政治家。字は士繻。本貫は呉郡呉県。

## 経歴
梁の御史中丞の陸任（陸慧曉の子）の子として生まれた。南朝梁の武陵王法曹参軍を初任とした。承聖年間、中書侍郎に任じられ、東宮の記録をつかさどった。承聖3年（554年）、江陵が西魏の侵攻により陥落すると、陸繕は逃亡して建康に入った。紹泰元年（555年）、司徒右長史となった。御史中丞に任じられたが、父の最終官であったため、固辞して就任しなかった。陳霸先に召されて司徒司馬となり、給事黄門侍郎に転じ、歩兵校尉・通直散騎常侍を兼ねた。永定元年（557年）、陳が建国されると、侍中となった。ときに留異が東陽郡に割拠しており、新安郡の向文政は留異と結んで、郡に拠っていた。陸繕は貞威将軍・新安郡太守に任じられて、向文政に対処した。
永定3年（559年）、文帝が即位すると、召還されて太子中庶子となり、歩兵校尉を兼ね、東宮の記録をつかさどった。陸繕の儀礼における態度は美しく、文帝は太子や諸王たちにかれの態度を手本とさせた。後に尚書吏部郎中に任じられた。天嘉5年（564年）、陳宝応の乱が平定されると、貞毅将軍・建安郡太守として出向した。任期を満了すると、散騎常侍・御史中丞に任じられた。父の最終官であったために固辞したが、許されず、役所の権限を取り換えて就任した。
太建元年（569年）、度支尚書・侍中・太子詹事に転じ、行東宮事をつとめ、揚州大中正を兼ねた。皇太子陳叔宝が東宮の庶政をみるようになると、陸繕は行東宮事の任を解かれ、散騎常侍の位を加えられ、また侍中を加えられた。太建7年（575年）12月、尚書右僕射に任じられた。太建8年（576年）6月、尚書左僕射に進み、選挙の事務をつかさどった。太建10年（578年）10月、尚書僕射となり、前将軍を兼ねた。太建11年（579年）10月、再び尚書左僕射となり、揚州大中正を兼ねた。徐陵ら7人とともに政事に参議するよう特別に勅命を受けた。
太建12年4月癸亥（580年5月7日）、死去した。享年は63。侍中・特進・金紫光禄大夫の位を追贈された。諡は安子といった。
子の陸弁恵は、字を敬仁といい、少府卿に上った。

## 伝記資料
- 『陳書』巻23 列伝第17
- 『南史』巻48 列伝第38